# تنظيم الحركة الكشفية في كازاخستان
تنظيم الحركة الكشفية في كازاخستان هو المنظمة الكشفية الوطنية في كازاخستان تأسس رسميا في عام 1992، وحصل على الاعتراف من قبل المنظمة العالمية للحركة الكشفية في 16 يناير 2008. وفي عام 2011، كان في التنظيم حوالي 1223 عضو.

## روابط خارجية
- الموقع الرسمي